# Spergularia congestifolia
Spergularia congestifolia är en nejlikväxtart som beskrevs av Ivan Murray Johnston. Spergularia congestifolia ingår i släktet rödnarvar, och familjen nejlikväxter. Inga underarter finns listade i Catalogue of Life.